# David Busst
David Busst [uitspraak: 'bʊst; 'boest'] (Birmingham, 30 juni 1967), bijgenaamd Bussty, is een Engels voormalig voetballer die beroemd werd vanwege het ongeval dat zijn loopbaan in 1996 voortijdig beëindigde. Busst speelde als centrale verdediger 50 wedstrijden in de Premier League met Coventry City.
In een uitduel tegen Manchester United op 8 april 1996 liep de toen 28-jarige Busst een dubbele open beenbreuk op aan het rechterbeen. De oorzaak was een botsing met United-verdediger Denis Irwin en een blocktackle achterlangs van United-aanvaller Brian McClair. Dit gebeurde na amper twee minuten toen Busst mee oprukte bij een hoekschop. Tijdens de bewuste fase was de bal nog te ver van zijn voet, maar Busst was ervan overtuigd dat hij nog voor de bal kon gaan. Daarbij overstrekte hij zijn rechterbeen en brak de fibula en de tibia van dat been bijna door midden, net onder zijn knie. Terwijl de verdediger zijn been brak, botste hij op Irwin. (De toenmalige Manchester United-doelman Peter Schmeichel zou na het ongeval te hebben zien gebeuren zelfs even een PTSS hebben gehad.) Het been van Busst lag in negentig graden op het gras terwijl hij nog rechtop stond: de beelden gingen de wereld rond. Zijn kwetsuur wordt over het algemeen beschouwd als de zwaarste ooit in de Premier League-geschiedenis. De letsels die hij had opgelopen waren gecompliceerd. Zijn fibula was er erg aan toe. Lange tijd vreesden de specialisten en de revalidatiearts voor een amputatie, vanwege de bacterie MRSA die Busst in het ziekenhuis had opgelopen. Uiteindelijk was een amputatie niet nodig. Busst kondigde zijn voetbalpensioen aan op 6 november 1996. Na een lange revalidatie van meer dan een jaar, bleef hij extrasportief actief binnen Coventry City en speelde hij five-a-side.

## Clubcarrière – Coventry City
Het was een testwedstrijd tegen United waarin ik een profcontract kon verdienen. En de terugkeer van Lee Sharpe bij United na een blessure. Ik hield Mark Robins uit de wedstrijd. Mijn loopbaan is begonnen op Old Trafford. Coventry was overtuigd.
Busst, die doorgaans als linksachter speelde, maar die eveneens als een centrale verdediger kon dienen, begon zijn loopbaan in 1991 bij Moor Green in de omgeving van zijn geboortestad Birmingham. Met Moor Green nam hij het al eens op tegen Manchester United in een oefenduel. In augustus 1992 transfereerde hij naar Coventry City, waarmee hij nadien 50 wedstrijden in de Premier League zou spelen. Busst was 25 jaar oud en werkte destijds al even als verzekeringsagent. Coventry had een pattent op het aantrekken van spelers als Busst, diegenen die cafévoetbal speelden. Zo was de Engelse verdediger Stuart Pearce een gediplomeerd elektricien toen Coventry hem in 1983 kwam halen bij Wealdstone.
Busst kwam bij Coventry City in een ploeg met clubiconen Brian Borrows en Steve Ogrizovic en speelde later met de aanvallers Nii Lamptey, Dion Dublin, Kevin Gallacher en Peter Ndlovu. Zelf noemt hij Dublin, Ndlovu en Paul Williams, een verdediger, als beste spelers van de ploegen waarvan hij deel uitmaakte. Busst maakte zijn debuut voor de Sky Blues op 13 januari 1993, tegen Norwich City in de FA Cup. Drie dagen later debuteerde Busst ook in de Premier League, een 1–1 gelijkspel tegen Norwich City op Carrow Road.
Busst, een laatbloeier, zou uitgroeien tot een van de meest iconische spelers in de geschiedenis van Coventry City. Dit op een weliswaar 'onverhoopte' manier. Tijdens het seizoen waarin Busst als beloftevol werd omschreven en waarin hij uitgesproken basisspeler werd, 1995/96, ging zelfs een mogelijke selectie voor het Engels voetbalelftal over de tongen hoewel zijn club Coventry City in degradatienood verkeerde. Busst kwam in zijn vier onvolledige seizoenen op het hoogste niveau finaal vier keer tot scoren.

### Premier League

#### 1992–93
Busst werd voor aanvang van het seizoen 1992/93 opgenomen in het eerste elftal van Coventry City, een toenmalige laagvlieger in de Premier League. Zijn eerste competitiewedstrijd op het hoogste niveau kwam er op 16 januari 1993 toen hij van toenmalig coach Bobby Gould eindelijk mocht debuteren in het eerste elftal tegen Norwich City. Busst speelde negentig minuten tegen de "Canaries" en zijn Premier League-debuut eindigde in een 1–1 gelijkspel.
Gould gaf Busst nog negen kansen, waaronder tegen Blackburn Rovers op 26 januari 1993, een waar doelpuntenfestijn op Ewood Park dat op 2–5 in het voordeel van Coventry City eindigde.

#### 1993–94
Het seizoen 1993/94 werd een ontgoocheling voor Busst. Coventry City-manager Bobby Gould werd ontslagen in oktober 1993. Coventry City stond op dat ogenblik op een anonieme twintigste plaats en was dus degradatiekandidaat. Bobby Gould betaalde op 23 oktober 1993 het gelag voor de tegenvallende resultaten en werd vervangen door Phil Neal, een voormalig verdediger en Liverpool-icoon. Het ontslag van Gould reduceerde echter de speelkansen van Busst.
Neal had het aanvankelijk niet begrepen op de toen 26-jarige Busst, die slechts drie keer mocht meedoen. Busst zou niets te vertellen hebben want "dokter" Neal coachte de ploeg op miraculeuze wijze van de twintigste plaats naar de elfde plaats. Neal bracht zelden wijzigingen aan in zijn type ploeg en Busst kwam hier aanvankelijk niet voor in aanmerking. Langzaamaan begon hij door zijn werkkracht en prestaties op training te stijgen in de achting van Neal.
De laatste wedstrijd die Busst speelde was reeds geleden van half oktober 1993. Tevens de laatste onder de leiding van Gould. Deze wedstrijd speelde hij net iets meer dan een uur mee en deelden Coventry City en Southampton de punten: 1–1 na een ultieme gelijkmaker van Coventry City-verdediger Phil Babb in minuut 88.
Alles bij elkaar genomen speelde Busst amper één wedstrijdhelft mee tijdens de eerste maanden onder Neal. In de wedstrijd tegen Newcastle United, op 23 februari 1994. Na de rust mocht Busst invallen op zijn favoriete positie als linksachter. Coventry City verloor de wedstrijd met 4–0 (een hattrick van Newcastle-aanvaller Andy Cole, die later bij Manchester United actief werd en die ook speelde op 8 april 1996). De tweede helft tegen Newcastle werd Bussts laatste optreden dat seizoen.
Busst speelde uiteindelijk 107 minuten in dit seizoen.

#### 1994–95
Ik herinner me dat ik in een pub in Birmingham was. Het [zijn doelpunt tegen Wimbledon in augustus 1994] was op Match of the Day, waar ik als kind altijd naar had gekeken. Ineens was ik daar, met een klein fragment dat ze lieten zien, waarschijnlijk met Des Lynam als presentator.
Busst speelde minder dan de helft van de wedstrijden in het seizoen 1994/95 van de Premier League. Op 20 augustus 1994 scoorde Busst zijn eerste van vier competitiedoelpunten, een gelijkmaker in minuut 70 thuis op Highfield Road tegen Wimbledon, op de openingsspeeldag van het seizoen 1994/95. Dankzij zijn doelpunt (het eerste voor hem in zijn profcarrière) speelden Coventry City en Wimbledon 1-1 gelijk. Het begon allemaal gezapig voor Coventry City, met een eerste punt op de openingsspeeldag. Busst speelde daarna nog negentien wedstrijden maar de eerste twee daarvan werden echter beide met 4–0 verloren: tegen de toenmalige Engelse topclubs Newcastle United en Blackburn Rovers dankzij een hattrick van de in die tijd zowat onvermijdelijke Chris Sutton.
Coventry City verwezenlijkte onderweg nog wel enkele stunts tegen de topclubs. Met als absolute uitschieter van het seizoen 1994/95 ongetwijfeld de overwinning op Anfield tegen Liverpool op 14 maart 1995. Een hattrick van de Zimbabwaanse aanvaller van Coventry City: Peter Ndlovu. Coventry City won de wedstrijd met 2–3. Busst moest dat mooie moment echter missen want hij lag al sinds december 1994 in de lappenmand. Busst zou dat seizoen niet meer terugkeren in de basiself.
Nadat Busst uitviel koos Phil Neals opvolger Ron Atkinson meestal voor de met veel bombarie aangeworven David Burrows. Bussts laatste wedstrijd van het seizoen 1994/95 was de thuiswedstrijd tegen Nottingham Forest op "Boxing Day". Dit was een scoreloos gelijkspel.
Busst scoorde tijdens het seizoen 1994/95 twee competitiedoelpunten. Zijn tweede doelpunt scoorde hij een maand voor zijn laatste wedstrijd van het seizoen, op 26 november 1994 tegen West Ham United. Op het uur bleek zijn doelpunt het enige van de wedstrijd.

#### 1995–96
Pas in zijn laatste seizoen was Busst een volwaardige basisspeler onder de Engelse manager Ron Atkinson en diens assistent, de centrale middenvelder Gordon Strachan, een Schot die speler-manager was.
”Bussty" begon op 30 september 1995 tijdens de achtste speeldag tegen Aston Villa thuis op Highfield Road. van het seizoen 1995/96, aan een reeks basisplaatsen De zeven speeldagen ervoor kwam Busst simpelweg niet in actie. Coventry City verloor deze wedstrijd evenwel met 0–3 dankzij een doelpunt van Dwight Yorke en twee van Savo Milošević.
Busst stond daarna vrijwel steeds aan de aftrap, behalve de periode tussen november 1995 en december 1995 wegens blessureleed. Twee weken na de zware thuisnederlaag tegen Aston Villa en een interlandonderbreking speelde Busst op 14 oktober 1995 negentig minuten tegen Liverpool, tegen wie ze prompt 0–0 gelijkspeelden op Anfield. Op 4 november 1995 stond Busst voor het laatst aan de aftrap tegen Tottenham Hotspur op speeldag 12 van de Premier League waarna hij vier speeldagen zou uitblinken in afwezigheid. Coventry City verloor op spectaculaire wijze met 2–3.
Dion Dublin had Coventry City na vier minuten op voorsprong gebracht, na voorbereidend werk van Nii Lamptey. De Spurs walsten daarna over de ploeg dankzij topspelers als Ruel Fox, Teddy Sheringham en David Howells. Paul Williams prikte tussendoor nog tegen voor de Sky Blues, maar de wedstrijd was al verloren. Busst speelde mee van begin tot eind.
Na de nipte nederlaag tegen Spurs moest Coventry City het een viertal weken zonder Busst zien te klaren, om niet nader bekende redenen. De dag van zijn terugkeer in de defensie - 9 december 1995 - deelde Coventry City een tik uit aan landskampioen Blackburn Rovers. De wedstrijd resulteerde in een 5–0 pandoering in het voordeel van Coventry. Busst scoorde het openingsdoelpunt na veertig minuten en speelde voorts de volledige wedstrijd. Zijn teamgenoten scoorden vier keer na de pauze.
Een week later kregen Busst en co echter van hetzelfde laken een broek. Wederom van de rivalen uit de West Midlands, Aston Villa. De Sky Blues, met Busst negentig minuten op het veld, gingen onderuit met 4–1. Savo Milošević scoorde die middag liefst drie maal. Op 23 december 1995 stond Busst voor de laatste keer aan het kanon in de thuiswedstrijd tegen Everton. Coventry City won de wedstrijd met 2–1 dankzij het doelpunt van Busst net na de rust en een laat doelpunt van de aanvaller Noel Whelan. Everton-aanvaller Paul Rideout had tussendoor voor de gelijkmaker gezorgd.
Busst was er eveneens bij toen Coventry City het in eigen huis moest opnemen tegen Newcastle United, de toenmalige competitieleiders, op 14 januari 1996. Newcastle-verdediger Steve Watson deelde de ploeg op Highfield Road een dreun uit, vlak voor de koffie en de ruststand bleek finaal ook de eindstand. Busst en co kwamen stilaan in degradatienood te staan.

#### Begin van een degradatiethriller (1996)
Busst was er nog bij toen Coventry City dat seizoen aan de degradatiestrijd begon en trok mee de loopgraven in voor een ware thriller. Busst en co moesten voornamelijk de prestaties van Southampton en Manchester City in het oog houden. Manchester City was dramatisch aan het seizoen begonnen. City verloor in augustus en september 1995 maar liefst acht opeenvolgende wedstrijden, terwijl de Saints vanaf maart 1996 uitermate begonnen te krasselen. Op 25 maart 1996 verloor Coventry City met 0–1 op bezoek bij de rechtstreekse concurrent Southampton in The Dell. Southampton verloor zijn vorige vier wedstrijden, maar tegen Coventry City had men genoeg aan een doelpunt van verdediger Jason Dodd op een pass van Saints-aanvoerder Matthew Le Tissier. Busst was niet bij deze nederlaag betrokken. In zijn laatste wedstrijden als professioneel voetballer werd Busst vaker in het centrum van de defensie geposteerd.
De Premier League-eindstrijd werd een dubbeltje op zijn kant, om de titel en om de degradatie. Gelijke spelen tegen eerst Arsenal (1–1 uit) en daarna Middlesbrough (0–0, thuis) gaven de Sky Blues en Busst alvast weinig hoop op een goede afloop. De verdediger was er integraal bij tegen Arsenal op 3 februari 1996. Voor Arsenal kwam de Nederlander Dennis Bergkamp tot scoren. "Dennis the Menace" maakte reeds na luttele seconden het openingsdoelpunt van aanvaller Noel Whelan uit minuut 23 ongedaan. In de thuiswedstrijd tegen Middlesbrough op 24 februari 1996 begon Busst op de bank. Echter vier minuten voor het rustsignaal moest middenvelder Paul Telfer geblesseerd worden gewisseld. Busst was Telfers vervanger. Aangezien de rechtstreekse concurrenten Manchester City op Maine Road bleven steken op een spectaculair 3–3 gelijkspel tegen titelkandidaten Newcastle United – twee doelpunten van Manchester City-aanvaller Niall Quinn en van Philippe Albert, de Belgische Newcastle-verdediger – veranderde niks aan de kelder van de Premier League.
De wedstrijden die voor Busst en co voor een morele opkikker zouden zorgen, waren de wedstrijden tegen Everton op 9 maart 1996 (op Goodison Park) en tegen Liverpool op 6 april 1996 (op Highfield Road). De thuiswedstrijd tegen Liverpool was de laatste volledige wedstrijd van Busst als professioneel voetballer. Hij speelde mee tegen Everton, maar moest dan drie weken toekijken vanaf de zijlijn wegens een blessure. Tegen Liverpool keerde hij terug in het elftal. In de eerste wedstrijd speelde Coventry City met 2–2 gelijk tegen Everton, nadat Duncan Ferguson Everton op 2–0 had gebracht. Paul Williams en Liam Daish sleepten een punt uit de brand. John Salako gaf beide assists.
Bijna een maand later stuntte de ploeg door thuis de titelpretendenten Liverpool te verslaan. Noel Whelan scoorde het enige doelpunt van de wedstrijd, op assist van Peter Ndlovu. De Liverpool-verdediger Steve Harkness liep op het uur als bij naargeestig toeval een zware beenbreuk op na een charge van John Salako. Busst speelde op zaterdag 6 april 1996 dus nog negentig minuten tegen Liverpool. Door toedoen van Coventry City kon Liverpool quasi een streep trekken door een eerste landstitel sinds 1990, al was het nog niet helemaal over en uit voor de Reds. Liverpool had zijn lot niet in eigen handen en was resultaat-afhankelijk (van wat Manchester United en Newcastle United bleven presteren). De wedstrijd die hier op volgde stuurde Coventry City, en Busst in het bijzonder, echter van de hemel naar de hel.

### Blessure
Ik kan niet praten; als ze me een vraag stellen over dat ongeluk, zal ik instorten.
Op maandag 8 april 1996 nam Coventry City het als degradatiekandidaat op tegen de competitieleider Manchester United op Old Trafford voor meer dan 50.000 toeschouwers. Het was de 34ste speeldag van het seizoen 1995/96 van de Premier League, vier speeldagen voor het einde van het vierde seizoen sinds de oprichting van de Premier League.
David Busst speelde die bewuste middag als een linkse centrumverdediger in een viermansdefensie die verder bestond uit de Ier Liam Daish, de rechtsachter Ally Pickering en de linksachter John Salako. Normaliter speelde Busst als linksachter. Tegen United kreeg hij van Coventry City-manager Ron Atkinson de taak om Éric Cantona aan banden te leggen, de Franse nummer zeven en sterspeler van United. Cantona was die dag schaduwspits. Busst: "I was told [by Atkinson] to pick up Cantona and it was sort of 'Ok, yeah'" ("Atkinson vroeg me mandekking te spelen op Cantona en dat voelde aan als: 'Ja, oké [dat zullen we dan wel eens even doen]"). Paul Williams, die meestal speelde op die positie, stond daardoor een rij hoger naast de voormalige Everton en Arsenal-speler Kevin Richardson. Ally Pickering zou na twee minuten een voor Busst noodlottige hoekschop nemen. Over Cantona zei Busst later: "Ik zou niet zeggen dat ik tegen Cantona heb gespeeld. Ik heb namelijk nooit echt contact met hem gehad [Busst doelt waarschijnlijk op het voeren van een gesprek tijdens de wedstrijd of het uitvoeren van een tackle op de Fransman]. Ik denk dat ik naast hem stond. We kregen die hoekschop, ik rende de overkant op vanuit de verdediging en dichter bij hem ben ik niet geweest."
Coventry City moest zoals gewoonlijk naar onderen kijken en had ernstige degradatiezorgen. Het aantal gewonnen wedstrijden zou uiteindelijk nodig zijn om de 'blijvers' en de dalers te bepalen. Southampton en Manchester City waren dat seizoen de grootste concurrenten van Busst en co wat betreft de degradatiestrijd. United leverde in het voorjaar van 1996 strijd met Newcastle United om de titel. United had een thuiszege nodig om een krappe voorsprong op het Newcastle United van manager Kevin Keegan en de Belgische centrumverdediger Philippe Albert te vergroten. Coventry City begon tegen Manchester United verrassend sterker aan de wedstrijd, iets wat niks meer of niks minder voorstelde dan de inleiding voor het einde van de professionele loopbaan van Busst. Na twee minuten dwong men de destijds niet swingende leiders tot het weggeven van een hoekschop.

#### De fase van het ongeval
De hoekschop werd genomen door Ally Pickering, rechts van Manchester United-doelman Peter Schmeichel zijn doel. Een hoekschop die leek op een 'ingestudeerd nummertje'. Behalve de aanvallers Noel Whelan en Dion Dublin was in het zestienmetergebied geen Coventry City-speler te bespeuren. De spelers van Coventry City waren te vinden op het middenveld of daarachter; rand van "de 16". Wellicht omdat de Coventry-spelers anticipeerden op een tegenaanval van Manchester United bij eventueel balverlies na de hoekschop. Dat gebeurde evenwel niet. Noel Whelan bond de kat de bel aan; achtereenvolgens door slim weg te lopen van de eerste paal, door sneller te reageren dan Éric Cantona en door de bal door te koppen. Whelan troefde daarbij enigszins ook Nicky Butt af. Peter Schmeichel kreeg de door Whelan doorgekopte bal vervolgens maar half weg. Schmeichel, nochtans een boomlange doelman, kon erg moeilijk bij de bal doch redde met de vingertoppen. De bal bleef echter in het spel. Coventry City-verdediger Busst stoof naar voren en wilde de bal in doel deviëren. Busst belegerde Schmeichel met links; die stopte het leer klemvast. Echter bleef Busst, nadat Schmeichel zijn schot pareerde, roerloos op de grond liggen. Iets ernstigs had kennelijk plaatsgevonden. De (vertraagde) televisiebeelden die werden gefilmd vanuit de Bobby Charlton Stand brachten destijds weinig duidelijkheid. Wel was het duidelijk dat de fase na Schmeichels redding op de kopbal van Whelan zich razendsnel had ontwikkeld. Schmeichels reactie sprak alvast boekdelen. De Deen gooide de bal weg en stapte weg met de handen voor de ogen. Een aantal door persfotografen genomen foto's brachten alles veel beter in kaart, hoewel de foto's niet voor gevoelige kijkers geschikt kunnen zijn.
Manchester United-spelers Denis Irwin (voor) en Brian McClair (achter) schakelden bij de fase onmiddellijk na Pickerings hoekschop op ultieme wijze – daarom brutaal – over naar mandekking op Coventry City-aanvoerder Dion Dublin. Met name aanvaller Dublin stond ongedekt alleen omdat de Manchester United-verdediging bij de hoekschop zoneverdediging leek toe te passen (te weinig Coventry-spelers in de zestien). David May liet bijvoorbeeld veel ruimte tussen hem en Dublin. Doordat Schmeichel het gevaar niet onschadelijk maakte, had Coventry City nog steeds de kans om aan te vallen (via de inlopende Busst). Wellicht kwamen Irwin en McClair zo driest in omdat ze beseften dat Busst enerzijds kon scoren. Anderzijds had Busst vooral de optie om de bal opzij te leggen, zodat Dublin de kans kreeg om de geëxposeerde Manchester United-doelman Peter Schmeichel te verschalken. Denis Irwin en Brian McClair isoleerden Dublin in allerijl van Busst, die kwam aangelopen en twee opties had: trappen of passen. Gary Neville, die met David May en Denis Irwin de driemansdefensie vormde, liep uit zijn positie. Neville stond aan de rand van de zestien bij ploeggenoot Lee Sharpe, een middenvelder, en dus te ver van Dublin.
Deze factoren leidden er waarschijnlijk toe dat op Busst agressief werd verdedigd door Irwin en McClair. De collega van Lee Sharpe op het middenveld, Nicky Butt, stond wel nog op de doellijn om zijn doelman bij te staan indien dat nodig had moeten zijn. Busst had geen oog meer voor Dublin, of kreeg de kans niet vanwege de blocktackle van McClair. Busst ging zelf zijn kans, met rampzalige gevolgen. De centrale verdediger geraakte ongemakkelijk ingesloten, "een kracht van twee kanten" zegt Busst zelf, tussen Denis Irwin – die door de klap achterover viel – en Brian McClair. Het bewuste moment waarbij Busst de fibula en tibia van zijn rechterbeen brak. De wedstrijd werd onmiddellijk gestaakt door scheidsrechter Dermot Gallagher, die het zijn moeilijkste moment als Premier League-scheidsrechter noemt.

#### Mogelijke oorzaken
De oorzaak van het ongeval is discutabel te noemen. Waarnemers zijn van de mening dat indien Irwin en McClair bij de fase na de hoekschop niet zo intensief hadden verdedigd – vooral Irwin werd geviseerd – Busst zijn been waarschijnlijk niet zou hebben gebroken.
Het voormalige Nederlandse magazine Metro was in 2015 onomwonden en sprak over een "horrortackle" van Denis Irwin, hoewel Irwin eigenlijk niet eens tacklede. Ook de Belgische krant De Standaard duidt Denis Irwin en Brian McClair aan als 'boosdoeners'. Denis Irwin trachtte op een schijnbaar agressieve manier het schot van Busst af te blokken en Brian McClair zette met de voet vooruit een – qua uitzicht – horrortackle in, iets wat eigenlijk een onschuldige blocktackle was om Busst een potentiële laatste pass naar Dion Dublin te ontzeggen. Noch Denis Irwin noch Brian McClair beging een overtreding. De fase werd ook niet behandeld als een overtreding door scheidsrechter Dermot Gallagher. Daarnaast hadden Irwin en McClair in Engeland niet de reputatie 'vuile spelers' te zijn. Busst verwijt beide spelers niks.
Brian McClair, die als aanvaller zoals gewoonlijk zijn door Sir Alex Ferguson opgelegde verdedigende taken bij de hoekschop uitvoerde, kwam wel stevig ingevlogen. Busst had zijn been eigenlijk al gebroken voordat Brian McClair aanstormde. Waarschijnlijk anticipeerde Brian McClair op het afsnijden van de passlijn die Busst had naar Dublin, die ongedekt stond omdat Gary Neville (rugnummer 20) en David May (rugnummer 12) onoplettend verdedigden bij de fase. Busst kan wel enige hinder ondervonden hebben van de druk die Denis Irwin en Brian McClair op hem uitoefenden, waarbij hij zou zijn opgeschrokken en een verkeerde beweging maakte.
Op de vele foto's van het drama lijkt het momentum bij de bewuste fase in Bussts nadeel te zijn geweest. De verdediger leek vooral brute pech te hebben gehad. Benevens de nogal onherbergzame verdedigende werken van Denis Irwin en Brian McClair, bij wie het op de vele foto's een beetje lijkt alsof hij met een vastberaden grimas komt aangevlogen om Busst te blesseren, wekken de vele foto's van het ongeval een indruk dat Busst iets wilde doen wat bijna onmogelijk was; bij de bal geraken die eerst ver voor hem uit lag. Iets waarbij Busst zijn rechterbeen dusdanig overstrekte dat dat been in een onnatuurlijke positie onder zijn lichaam kwam te zitten. In een snelle fase trapte de verdediger de bal met links op Schmeichel, maar botste op Irwin en brak zowel de tibia als fibula van zijn steunbeen. Wellicht schrok Busst op van Irwin. Terwijl hij trapt, breekt Busst zijn been omdat Irwin op hem af gaat, anders gesteld; ze botsen terwijl Busst zijn been breekt. Daarover werden de meest befaamde foto's genomen door de fotograaf John Giles links naast het doel van Schmeichel, vanaf de achterlijn. Andere foto's werden genomen door de fotografen Shaun Botterill en Corey Ross rechts achter het doel van Schmeichel. Daarop is goed zichtbaar hoe Busst zijn been – vooral de fibula – vlak onder zijn knie nagenoeg door midden breekt.
Denis Irwin naderde de binnenkant van mijn rechterenkel, terwijl we voor de bal gingen. Er was geen kwaad opzet mee gemoeid. Brian McClair kwam gelijk aangesneld, met een bloktackle langs mijn rechterscheen aan de buitenkant. Het was precies waar de bal was, nogmaals waar we allemaal voor gingen, het was een kracht van twee kanten. Ik herinner me dat ik zei tegen Gordon Strachan [de assistent-coach en speler van Coventry City die bankzitter was], toen ik van het veld werd gedragen: "Dit is het dan [het einde]". Ik wist dat mijn been gebroken was, ik wist de omvang ervan echter niet.

#### Impact op Busst en getuigen
Het been was in een vervormde hoek en geheel uit positie. We moesten David zo snel mogelijk optillen zonder het been te draaien en hem als zodanig op de brancard krijgen.
Busst schreeuwde het uit van de pijn en klampte zich aanvankelijk vast aan de geschrokken Coventry City-aanvoerder Dion Dublin. Een bekende foto van het ongeval is die waarop de geschrokken spelers in de onmiddellijke omgeving van de kermende Busst, zijnde Manchester United-verdediger Denis Irwin en Dion Dublin, met Nicky Butt (rugnummer 19) op de achtergrond, om medische hulp roepen bij scheidsrechter Dermot Gallagher omdat er iets heel ernstigs was gebeurd. Denis Irwin zit nog op de grond, terneergeslagen, en stak zijn hand op vragend om verzorging voor Busst. Brian McClair, nog knielend na zijn tackle, kijkt met walging naar de blessure terwijl spelers medische bijstand vragen. Manchester United-doelman Peter Schmeichel gooit de bal met afgrijzen weg. Denis Irwin is te zien op een foto van Shaun Botterill als Busst al op de grond ligt; hij vraagt verzorging. Achter Irwin staat diens aangeslagen doelman Peter Schmeichel, die naar de hoekschopvlag zou wandelen, onwel zou worden en zelfs naast het veld zou hebben overgegeven.
Veel fans op Old Trafford, die met 50.332 getuige waren van de beenbreuk, hebben daar ook over getuigd. Schmeichel ontkende altijd het gerucht dat hij psychotherapie nodig had voor PTSS na Bussts ongeval, zoals wordt beweerd over wel meerdere spelers die op het veld stonden en het ongeval onder ogen kregen. De wereldkeeper van het Deens voetbalelftal bevestigde evenwel dat hij er ziek van was en dat hij slapeloze nachten beleefde. Schmeichel kon Bussts ongeval pas jaren later in perspectief zien, toen hij op een dag een gesprek had met Busst. Busst stelde die bewuste dag Schmeichel gerust en zei dat hij zich bij de situatie had neergelegd en dat hij vergenoegd was met zijn bezigheden als voorzitter van de liefdadigheidsafdeling van Coventry City, waar hij verantwoordelijk is voor de begeleiding van kansarme jongeren en hen plezier laat beleven aan voetbal. Toen hij dit hoorde, was voor Schmeichel de zaak gesloten.
Nee, ik heb nooit therapie gehad, maar het was geen leuke ervaring. Ik zag het allemaal gebeuren. Het was al vroeg in een wedstrijd die we moesten winnen. Het publiek was er echt klaar voor, er was een fantastische sfeer, maar daarna werd iedereen verdoofd en verdween de sfeer. We wilden stoppen en de wedstrijd het liefst zo snel mogelijk achter ons laten. Het was erg moeilijk. Wat we hadden gezien was verschrikkelijk, heel erg smerig. Het was tragisch voor David. We probeerden David in de dagen daarna te zien, maar hij onderging te veel operaties. We hadden echter het geluk een jaar later in zijn testimonial te spelen. Tijdens ons 'verlof', maar elke United-speler wilde meespelen.
De wedstrijd lag meer dan tien minuten stil. Busst was in shock en bloedde hevig. De Coventry-verdediger werd eerst nog minutenlang op het terrein verzorgd, waarna hij onder applaus van de voor het overige met verstomming geslagen fans van Manchester United – en de meegereisde fans van Coventry City – werd overgebracht naar het ziekenhuis. Bussts bezorgde medespelers, onder wie Peter Ndlovu, Liam Daish, Kevin Richardson en Paul Telfer vormden een cirkel rond de onfortuinlijke verdediger terwijl de medische staf van Coventry hem verzorgde. Brian McClair was de enige speler van Manchester United die het aandurfde om de situatie naderbij te bekijken. McClair weigerde te getuigen over het ongeval. Scheidsrechter Gallagher bekeek de situatie meegaand vanop een afstand.
Ik heb als Premier League-scheidsrechter tijdens mijn loopbaan één slecht moment gekend. Dat was het ongeluk van iemand anders. Ik floot de wedstrijd waarin de arme David Busst zijn been brak. Iemand die kan zeggen dat hij 22 jaar aan het werk is en sedertdien één slechte dag beleefde heeft de meest briljante baan ter wereld gevonden. Daar ben ik blij om. Dat wekelijkse gescheld naar je hoofd mag je niks doen [...] Na anderhalve minuut spelen zag ik de meest gruwelijke beenbreuk die ik ooit heb gezien. Als ik een dag in mijn leven zou kunnen veranderen, zou het die dag zijn. Die dag zal helaas niet meer komen.
Willie Boland, een Ierse middenvelder, werd door Coventry City-manager Ron Atkinson ingebracht als vervanger in de zesde minuut van de wedstrijd. Nadat Busst was afgevoerd, verwijderde men bloed van het veld met water en zand. De wedstrijd lag daardoor nog een tiental minuten stil, ook al stond Bussts vervanger Willie Boland reeds vijf minuten op het veld. Er bestaat een foto van scheidsrechter Gallagher die met een blik op oneindig en handen achter de rug naar de plas bloed staart die Busst op het veld achterliet.
Het gebeurde na een stilstaande fase. Een hoekschop of een vrije schop, als ik me dat goed herinner. Dave had zich daarvoor te ver uitgestrekt met de buitenkant van zijn rechtervoet, en ineens lag hij op de grond. Toen zag ik de reactie van Schmeichel, die meteen alarmbellen deed rinkelen in mijn hoofd. Je zag aan Schmeichel dat er iets ernstig mis was. Hij schrok en moest zijn blik afwenden en zijn gezicht bedekken. Dus kwam ik in de plaats van Dave. We waren allemaal verbijsterd. Hij werd meteen naar het ziekenhuis gebracht. Niet iedereen had een duidelijke indicatie over wat er met hem was gebeurd. Sommigen van ons vernamen later dat hij een vreselijke breuk had opgelopen. We zagen helaas foto's in alle sportkranten, wat een beetje verontrustend was om te zien, om eerlijk te zijn.
Denis Irwin was ontroostbaar. Een in eerste instantie gechoqueerde Brian McClair wiegde Bussts hoofd. Beide spelers waren achteraf niet in staat om te praten. Manchester United-manager Sir Alex Ferguson reageerde: "Ik leef mee met de jongen. Het is verschrikkelijk." Coventry City-aanvoerder Dion Dublin, de centrale aanvaller van de Sky Blues die zich als eerste over Busst ontfermde, getuigde bijna tien jaar na de feiten over het moment waarop hij Busst zag schreeuwen en hij door diens pijn heen zijn hand moest vastgrijpen.
Iedereen onthoudt die foto's. Ik was de speler die het dichtst bij Dave stond toen het gebeurde. En bizar genoeg was ik ook de Aston Villa-speler die het dichtst bij Luc [Nilis] stond toen hij zijn been brak in Ipswich. Niemand had na Daves ongeval zin om door te gaan, de rest van de wedstrijd verliep ingetogen en zonder één tackle. Kijk, op grote schaal is voetbal niet zo belangrijk. Als je zoiets hebt meegemaakt, iemand die bijvoorbeeld ziek is, dan relativeert zoiets alles voor iedereen.
Ik wist dat er iets ernstigs was gebeurd; iets was niet op de plaats waar het had moeten zijn. Ik zag de reactie van mensen om me heen. Ik zal Dion Dublin nooit vergeten. Hij stond daar voorovergebogen met zijn hand op zijn hoofd, de blik van afgrijzen in zijn ogen. Ze hadden mijn rechterscheen 90 graden zien draaien, terwijl het recht moest zijn. Ik keek niet naar beneden, je gaat in shock-modus. De pijn is ondragelijk. Je bevriest. Je denkt dat elke beweging het erger zal maken. Ik zag de fysio aankomen en toen riepen ze de Man United-fysio om te komen en daarna de dokters. Ik was niet flauwgevallen.

### Consequenties
De ernst van de blessure was zorgwekkend, wat ook blijkt uit de noodwendigheid van de 26 operaties – waar Busst het in interviews uitvoerig over heeft – om een amputatie van zijn onderbeen te vermijden. De fibula, zijn kuitbeen, stak uit zijn sok. Het bot doordrong dus de huid. Zijn voet bleef steken in het gras en zijn onderbeen lag in 90 graden op het gras terwijl hij zelf rechtop stond.
Na de vreemde wedstrijd van Manchester United tegen Coventry City, die Manchester United won door een doelpunt van Éric Cantona vroeg in de tweede helft, vloeide in de Britse sportkranten enige inkt over Bussts blessure, te midden de zoutloze wedstrijden die de titelfavorieten speelden. In eerste instantie werd Busst een lange revalidatie voorspeld.
Busst werd een belangrijke speler voor Coventry City gedurende het seizoen 1995/96. Het verlies werd in Engelse voetbalmedia beschouwd als een enorme aderlating in de degradatiestrijd die werd gevoerd. Toch haalde de ploeg motivatie uit zijn uitvallen. De volgende wedstrijd werd meteen gewonnen tegen Queens Park Rangers voor de eigen aanhang op Highfield Road. De Schotse aanvaller Eoin Jess maakte het enige doelpunt van de wedstrijd, op aangeven van aanvoerder Dion Dublin. Na de blessure van Busst sloot Coventry City het seizoen zelfs af zonder nederlaag.
Bussts dubbele open beenbreuk wordt gezien als de zwaarste blessure sinds de invoering van de Premier League in 1992. Busst onderging 26 operaties, waarbij dokters vreesden voor amputatie van zijn onderbeen. Dit bleek niet nodig, maar was volgens dokters wel gebeurd als Busst de blessure twintig jaar eerder had opgelopen.
De specialisten vreesden dat Busst minstens een jaar out zou zijn, maar de situatie bleek veel ernstiger dan gedacht en de verdediger moest stoppen met voetballen op hoog niveau.
Het was niet de breuk zelf die zijn loopbaan beëindigde, maar wel infecties en complicaties. In het ziekenhuis raakte Busst besmet met de ziekenhuisbacterie MRSA, wat de operaties en genezing bemoeilijkte. De dokters wisten uiteindelijk zijn been te redden, maar dit ging ten koste van een aanzienlijk stuk weefsel uit zijn fibula. De fibula stak op het moment van de feiten uit zijn sok en had dus de huid doordrongen. Busst hield aan zijn blessure een blijvend en reusachtig litteken over – hij noemt het zelfs een "haaienbeet".
Daarnaast leed Busst aan het compartimentsyndroom; hij kreeg op een bepaald moment geen bloedtoevoer meer naar zijn onderbeen. Van zowel het weefsel als de huid rond zijn kuitbeen bleef na chirurgie weinig over en er zit een inkeping ter hoogte van zijn kuit. Busst gaat permanent mank sinds het incident. Zijn been was aanvankelijk geheel ingepakt met gips en ijzeren bouten om de nog te verhelpen botten in zijn onderbeen aan elkaar vast te kunnen zetten.
Busst heeft uiteindelijk 26 operaties ondergaan en op een gegeven ogenblik moesten zelfs zijn achillespees en zijn linkerbeen worden geopereerd omdat deze alle lasten opvingen. "Ik had 14 operaties nodig in zes weken tijd." Dokters beraadsloegen zich op een bepaald moment over amputatie van zijn onderbeen. Busst: "Ze dachten het te moeten 'afzetten' vanaf de knie tot beneden."

### Testimonial
Enkele weken voordat hij zijn pensioen als profvoetballer aankondigde, hoopte Busst zich tevergeefs voor te bereiden op het seizoen 1997/98. Busst zette definitief een punt achter zijn loopbaan op 6 november 1996. In zijn uitverkochte testimonial op Highfield Road op 16 mei 1997 traden de meeste spelers van Manchester United aan die er ook bij waren op de dag van zijn blessure, onder wie Éric Cantona en David Beckham. Zelfs 'daders' Denis Irwin en Brian McClair waren van de partij.
Manchester United-icoon George Best kwam uit pensioen en vertegenwoordigde 'zijn' United speciaal voor Busst. Paul Gascoigne en Les Ferdinand, twee Engelse sterspelers uit die periode, droegen gelegenheidshalve het Coventry-shirt ter ere van de onfortuinlijke verdediger. Busst kwam tien minuten voor affluiten tussen de lijnen voor Coventry en zette een strafschop om.

### Befaamdheid
David Busst was in zijn bewuste periode als profvoetballer een minder bekende voetballer, hoewel hij destijds in de nu gewaardeerde Premier League uitkwam. Voordat de verdediger geblesseerd raakte liep Busst wat anoniem in de voetballerij rond – omwille van verschillende factoren. Het internet stond nog in de kinderschoenen en verschillende elementen die de populariteit van het profvoetbal bevorderen, bestonden in april 1996 nog niet. De Premier League zoals die vandaag is verworden, werd destijds weinig tot niet gemediatiseerd. Voetballers van een kleinere Engelse Premier League-club zijn tegenwoordig al wat bekender bij een breder publiek. Exclusief de ernst van zijn blessure maakte de verdediger beroemd als voetballer, hoewel Busst na zijn herstel genoodzaakt was te stoppen als voetballer op topniveau.
Zijn blessure werd wereldnieuws. The New York Times schreef: "Voetballer verbrijzelt been in een droomtheater [verwijzing naar de bijnaam van Old Trafford, het stadion van Manchester United]". Busst raakte geblesseerd vier speeldagen voor het einde van het seizoen seizoen 1995/96, te midden een der meest beklijvende titelgevechten in de Premier League-geschiedenis tussen Manchester United en Newcastle United. Manchester United trok aan het langste eind met vier punten verschil. The Independent schreef eind maart 2020 nog eens lang en breed over de fameuze titelstrijd tussen Manchester United en Newcastle United: "Another single-goal match-winner came against Coventry City a few weeks later, and that amid the trauma of Dave Busst’s leg break" ("Een ander winnend doelpunt [van Cantona] kwam een paar weken later tegen Coventry City, en dat te midden van het trauma van de beenbreuk van Dave Busst").
Ja, het is zeker en vast de ergste blessure in de geschiedenis van het voetbal. Maar ik zal dat nemen, wees gerust. [...] Echter niet ik ben bekend, wel dat kleine plekje onderin. Toch kan ik de vraag van de mensen appreciëren, zelfs als ik op vakantie ga en ik lig aan het strand. Ik zeg dan steeds [tegen mensen die me niet kennen] dat ik eens een haaienbeet opliep.
De blessure van Busst wordt gezien als een van de zwaarste blessures in de sportgeschiedenis, zoals in 2019 eens te meer bleek na de blessure van Everton-middenvelder André Gomes, tevens international in het Portugees voetbalelftal. Bussts ongeval wordt meestal opgerakeld na een ernstige blessure en wordt afhankelijk van perceptie over het algemeen beschouwd als een van de zwaarste blessures aller tijden. Binnen de voetballerij wordt de blessure van Busst gezien als de ergste doch een blessure die niet zelden als nog erger wordt gezien als die van Busst is die van Clint Malarchuk, een Canadees voormalig goaltender in het ijshockey, op 22 maart 1989. Malarchuk kreeg de schaats van een collega in zijn nek, waarna het bloed er uit spoot en de wonde moest worden bedekt door een teamarts voordat Malarchuk naar het ziekenhuis kon worden overgebracht, waardoor zijn leven werd gered door zijn teamarts.

## Later leven
Busst moest meer dan een jaar herstellen van de blessure, maar profvoetballer werd hij daarna niet meer. Busst heeft aangegeven dat het zes maanden geduurd heeft vooraleer hij mentaal klaar was om de foto's van zijn blessure te bekijken. De voormalige verdediger gaat vrijwillig op de foto als nieuwsgierige voetbalfans een foto willen van zijn door operaties herschapen onderbeen. Hij laat selfies toe wanneer mensen zeggen: "Ik was bij die wedstrijd aanwezig". Schalks hoopt hij dat geen enkele speler hem 'zijn legendarische moment' nog ooit afneemt. Over de faam die zijn iconische beenbreuk hem opleverde, getuigde Busst in 2019.
André [Gomes] moet mentaal sterk zijn. Het gaat over het fysieke en mentale aspect van de zaak om hier doorheen te komen. Maar wij voetballers zijn over het algemeen mentaal veerkrachtig omdat we dat moeten zijn om ons beroep uit te oefenen. Ik hoop voor hem dat het een "mooie breuk" is. In mijn geval was het een spiraalvormige breuk, het ergste dat je als sporter kunt meemaken. Gomes is goed verzekerd, in mijn periode was dat nog niet zo en ik moest vol aan de bak.
Na zijn lange revalidatie speelde Busst meer dan twintig jaar minivoetbal. Hier stopte hij mee op 50-jarige leeftijd. Busst is werkzaam als Community Manager bij Coventry City sinds 1997 en verricht als voorzitter voornamelijk liefdadigheidswerk zoals kansarme jongeren – of mensen die in armoede leven uit de regio Coventry (West Midlands) over het algemeen – op een leuke manier integreren in de sport waarmee hij groot werd. Busst behaalde tevens een UEFA-trainersdiploma en coachte teams uit de lagere Engelse voetbaldivisies. Daaronder zijn voormalige club als voetballer, Solihull Moors, het huidige Moor Green.
Busst stak aanvaller Eduardo da Silva en linksachter Luke Shaw een hart onder de riem tijdens hun revalidatie van een kuit- en enkelbreuk en dubbele open beenbreuk, respectievelijk. Busst kwam op 5 november 2019 nog eens terug op zijn blessure in het dagblad The Daily Express, nadat Everton-speler André Gomes een zware enkelblessure had opgelopen tegen Tottenham Hotspur.

## Clubstatistieken
| Seizoen | Club          | Duels | Goals | Competitie     |
| ------- | ------------- | ----- | ----- | -------------- |
| 1992-93 | Coventry City | 10    | 0     | Premier League |
| 1993-94 | Coventry City | 3     | 0     | Premier League |
| 1994-95 | Coventry City | 20    | 2     | Premier League |
| 1995-96 | Coventry City | 17    | 2     | Premier League |
| Totaal  | Totaal        | 50    | 4     |                |

## Trivia
- De niet onbesproken Éric Cantona, de Franse sterspeler van Manchester United, kondigde twee dagen na de testimonial voor Busst zijn pensioen als voetballer aan.[93]
- Manchester United-speler David Beckham, die in 1996 internationaal nog niet zo bekend was, bezocht Busst destijds in het ziekenhuis en ook de voormalige bondscoach van het Schots voetbalelftal en legendarische Manchester United-manager Sir Alex Ferguson bracht hem een visite. "Er kwam een 'jongetje' de kamer binnen en ik vroeg; wie ben jij? David Beckham, antwoordde hij. [...] Mijn moeder herkende Ferguson niet of wist niet wie hij was. Dat was een best ongemakkelijke situatie toen hij daar stond."[76]
- De beenbreuk van de Belgische aanvaller Luc Nilis, op Portman Road met Aston Villa tegen Ipswich Town begin september 2000, wordt weleens met de blessure van Busst vergeleken. Nilis moest net als Busst zijn voetbalcarrière noodgedwongen beëindigen.[94][95]

## Noot
1. ↑  Éric Cantona bevond zich bij de hoekschop niet in de buurt van Busst; de Fransman liet zich aan de overzijde in een luchtduel aftroeven door Noel Whelan.